# Ecaterina Oancia
Ecaterina Oancia z domu Iane (ur. 25 marca 1954 w Sângeorgiu de Pădure, zm. 3 grudnia 2024) – rumuńska wioślarka (sternik), trzykrotna medalistka olimpijska i pięciokrotna medalistka mistrzostw świata.

## Kariera
Wystąpiła na igrzyskach olimpijskich w Los Angeles w 1984, gdzie osada Rumunii w składzie: Maricica Țăran, Anișoara Sorohan, Ioana Badea, Sofia Corban i Ecaterina Oancia zdobyła złoty medal w czwórkach podwójnych ze sternikiem. W finale o 1,46 sekundy wyprzedziły osadę USA i o 1,91 sekundy osadę Danii. Na rozgrywanych cztery lata później igrzyskach olimpijskich w Seulu zdobyła dwa medale. Wspólnie z Mărioarą Trașcą, Veronicą Neculą, Hertą Anitaș i Doiną Șnep-Bălan zdobyła brązowy medal w czwórkach ze sternikiem, plasując się o 5,13 sekundy za osadą NRD i o 2,35 sekundy za osadą Chin. Ponadto rumuńska ósemka w składzie: Doina Șnep-Bălan, Mărioara Trașcă, Veronica Necula, Herta Anitaș, Adriana Bazon, Mihaela Armășescu, Rodica Arba, Olga Homeghi-Bularda i Ecaterina Oancia zajęła drugie, przegrywając tylko z osadą NRD o 2,27 sekundy.
W czwórkach podwójnych zdobyła także brąz na mistrzostwach świata w Monachium (1981). W ósemkach trzykrotnie stawała na podium: na mistrzostwach świata w Kopenhadze (1987) i mistrzostwach świata w Bledzie (1989) zwyciężała, a na mistrzostwach świata w Hazewinkel (1985) była trzecia. Ponadto na mistrzostwach świata w Kopenhadze (1987) wywalczyła także złoty medal w czwórkach ze sternikiem.
Po zakończeniu kariery była sędzią sportowym oraz trenerką wioślarstwa.